# Richard Kahn
Richard Ferdinand Kahn (CBE; Londra, 10 agosto 1905 – 6 giugno 1989) è stato un economista britannico.

## Biografia
Kahn nacque ad Hampstead, un sobborgo di Londra, da Augustus Kahn, maestro di scuola ed ebreo ortodosso, e Regina Schoyer. Crebbe in Inghilterra e studiò alla St Paul's School di Londra. Ottenne il Bachelor of Arts nel 1972, sotto la supervisione di Gerald Shove e John Maynard Keynes. Nel 1930 divenne Fellow professor del King's College di Cambridge.
Insegnò presso la facoltà di Economia e Politica dal 1933, diventando Direttore degli Studi degli studenti di economia al King's College nel 1947 e mantenendo la carica fino al 1951.
Fu nominato CBE nel 1946 e nel 1960 entrò a far parte della British Academy. Nel 1965 divenne life peer col titolo di "Barone".

## Idee economiche
A Kahn si deve l'idea del moltiplicatore dell'occupazione, cui dedicò un articolo nel 1931  citato da Keynes nel capitolo 10 della Teoria generale dell'occupazione, dell'interesse e della moneta. Ad esso si ispirò Keynes per il suo moltiplicatore degli investimenti.